# Eugenia singampattiana
Eugenia singampattiana är en myrtenväxtart som beskrevs av Richard Henry Beddome. Eugenia singampattiana ingår i släktet Eugenia och familjen myrtenväxter. IUCN kategoriserar arten globalt som akut hotad. Inga underarter finns listade i Catalogue of Life.